# Bisindolylmaleimid 4
Bisindolylmaleimid 4 ist eine chemische Verbindung aus der Gruppe der Bisindolylmaleimide und deren Grundverbindung.

## Vorkommen
Bisindolylmaleimid 4 kommt natürlich in Myxomyceten (Schleimpilzen) Arcyria major beziehungsweise Arcyria denudata vor. Myxomyceten produzieren eine Reihe weiterer Bisindolylderivate.

## Gewinnung und Darstellung
Bisindolylmaleimid 4 kann durch Reaktion von Dichlormaleimid oder Dibrommaleimid mit Indolylmagnesiumbromid gewonnen werden.

## Eigenschaften
Bisindolylmaleimid 4 ist ein roter Feststoff, der löslich in DMSO ist. Es ist ein Proteinkinase-C-Hemmer.

## Verwendung
Bisindolylmaleimid 4 kann zur Herstellung anderer chemischer Verbindungen (zum Beispiel Staurosporiron) verwendet werden.